# Sommenverzekering
Een sommenverzekering is een Nederlandse verzekering die, in tegenstelling tot de schadeverzekering, niet tot doel heeft opgelopen schade te vergoeden. In plaats hiervan keert de sommenverzekering het van tevoren afgesproken bedrag uit, de verzekerde som. 

## Verschillen tussen schade- en sommenverzekeringen
Een schadeverzekering dient voor de bescherming van het vermogen. Een schadeverzekering keert uit wanneer de verzekerde als gevolg van een gedekte gebeurtenis schade oploopt. Het is wettelijk (7:960 BW) niet toegestaan dat de verzekerde daarbij door de schade in een duidelijk voordeliger positie geraakt (ook wel het indemniteitsbeginsel genoemd).
Een sommenverzekering keert bij een gedekte gebeurtenis het overeengekomen bedrag uit. De verzekerde hoeft geen financieel nadeel te hebben. Sommenverzekeringen zijn verzekeringen waar een persoon is verzekerd. Het objectief vaststellen van de schade zou daardoor ook lastig of onmogelijk zijn. 
De schade-uitkering van een schadeverzekering kan door de verzekeraar worden verhaald op een eventuele aansprakelijke derde (regres). Bij sommenverzekeringen heeft de verzekeraar dit recht niet.

## Wettelijke definitie
Art. 7:964 BW omschrijft de sommenverzekering:
Sommenverzekering is de verzekering waarbij het onverschillig is of en in hoeverre met de uitkering schade wordt vergoed. Zij is slechts toegelaten bij persoonsverzekering en bij verzekeringen welke daartoe bij algemene maatregel van bestuur, zo nodig binnen daarbij vast te stellen grenzen, zijn aangewezen.

## Verzekeringsvormen
Er zijn drie verzekeringsvormen die als sommenverzekering worden beschouwd: 
- Levensverzekering;
- Ongevallenverzekering;
- Arbeidsongeschiktheidsverzekering.